# Грчка на Европском првенству у атлетици у дворани 1974.
Грчка  је учествовала на 5. Европском првенству у дворани одржаном у дворани Скандинавијум у Гетеборгу, (Шведска), 9. и 10. марта. Репрезентацију Грчке у њеном петомртом учешћу на европским првенствима у дворани представљало јеу 7 атлетичара који су се такмичили у 5 дисциплина.
На овом првенству атлетичари Грчке нису освојили ниједну медаљу.
У табели успешности према броју и пласману такмичара који су учествовали у финалним такмичењима (првих 8 такмичара) Грчка је са једним учесником у финалу и једним освојеним бодом заузела последње  22 место , од 25 земаља учесница. Аустрија, Ирска и Луксембург  нису имали представнике у финалу.
| Пл. | Земља | 1. место | 2. место | 3. место | 4. место | 5. место | 6. место | 7. место | 8. место | Бр. фин. Бод. |
| --- | ----- | -------- | -------- | -------- | -------- | -------- | -------- | -------- | -------- | ------------- |
| 22. | Грчка | −        | −        | −        | −        | −        | −        | −        | 1 − 1    | 1 − 1         |

## Учесници
| Бр. | Дисциплина   | Мушкарци                                                  | Жене | Укупно |
| --- | ------------ | --------------------------------------------------------- | ---- | ------ |
| 1.  | 60 м         | Василиос Папагеоргопулос                                  |      | 1      |
| 2.  | 400 м        | Кирјакос Онисифору                                        |      | 1      |
| 3.  | 60 м препоне | Ефстритиос Василију                                       |      | 1      |
| 4.  | Скок увис    | Одисеј Папатолис Димитриос Патронас Василиос Пападимитриу |      | 3      |
| 5.  | Троскок      | Апостолос Катиотиs                                        |      | 1      |
|     | Укупно (5)   | 7                                                         | 0    | 7      |

## Освајачи медаља
Није освојена ниједна медаља.

## Резултати

### Мушкарци
| Атлетичар                | Дисциплина   | Лични рекорд | Квалификације | Квалификације | Полуфинале           | Полуфинале | Финале               | Финале   | Детаљи |
| Атлетичар                | Дисциплина   | Лични рекорд | Резултат      | Место         | Резултат             | Место      | Резултат             | Место    | Детаљи |
| ------------------------ | ------------ | ------------ | ------------- | ------------- | -------------------- | ---------- | -------------------- | -------- | ------ |
| Василиос Папагеоргопулос | 60 м         |              | 6,74          | 1. у гр. 3 КВ | 6.71                 | 4. у пф. 2 | 6,73                 | 8. / 24  |        |
| Кирјакос Онисифору       | 400 м        |              | 48,73         | 4 у гр. 1     |                      |            | Није се квалификовао | 7. / 7   |        |
| Ефстритиос Василију      | 60 м препоне |              | 8,08          | 7. у гр. 2    | Није се квалификовао | 13. / 16   |                      |          |        |
| Одисеј Папатолис         | скок увис    |              |               |               |                      |            | 2,14 ЛРд             | 10. / 23 |        |
| Димитриос Патронас       | скок увис    |              | 2,05 ЛРд      | 19. / 23      |                      |            |                      |          |        |
| Василиос Пападимитриу    | скок увис    |              | 2,14          | 21. / 23      |                      |            |                      |          |        |
| Апостолос Катиотис       | троскок      |              | 15,66 ЛРд     | 9. / 10       |                      |            |                      |          |        |

## Биланс медаља Грчке после 5. Европског првенства у дворани 1970—1974.
|      | Земља        |   |   |   |   | УП   |
| 1—2. | 1970 — 1971. | 0 | 0 | 0 | 0 | 0    |
| 3.   | 1972.        | 0 | 1 | 1 | 2 | 9.   |
| 4.   | 1973.        | 0 | 0 | 1 | 1 | 16.  |
| 5.   | 1974.        | 0 | 0 | 0 | 0 | 18.  |
| 1—3  | Укупно       | 0 | 1 | 2 | 3 | =18. |
| ---- | ------------ | - | - | - | - | ---- |

|                                        | Атлетичар                              | Земља                                  |                                        |                                        |                                        |                                        |
| Није било вишеструких освајача медаља. | Није било вишеструких освајача медаља. | Није било вишеструких освајача медаља. | Није било вишеструких освајача медаља. | Није било вишеструких освајача медаља. | Није било вишеструких освајача медаља. | Није било вишеструких освајача медаља. |
| -------------------------------------- | -------------------------------------- | -------------------------------------- | -------------------------------------- | -------------------------------------- | -------------------------------------- | -------------------------------------- |

## Освајачи медаља Грчке  после 5. Европског првенства 1970—1974.
|    | Атлетичар/ка             | м | ж | ЕП       | Дисциплина |   |   |   |   |
| -- | ------------------------ | - | - | -------- | ---------- | - | - | - | - |
| 1. | Спилиос Захаропулос      | м |   | 1972.    | 1.500 м    |   |   |   |   |
| 2. | Василиос Папагеоргопулос | м |   | 1972.    | 50 м       |   |   |   | 2 |
| 2. | Василиос Пападимитриу    | м |   | 1973.    | скок увис  |   |   |   | 1 |
|    | Укупно                   | 3 | 0 | 1970—73. |            | 0 | 1 | 2 | 3 |